# 赵书文
赵书文（1911年—2010年），吉林伊通人，中华人民共和国地理学家。

## 生平
北平师范大学地理系毕业，后奔赴美国，在哥伦比亚大学获得地理学硕士学位。历任南京金陵女大及复旦大学地理教授，中华人民共和国成立后，先后任上海十二女中、光明中学校长、上海教育学院副院长兼地理教授，1959年调入上海辞书出版社，任史地编辑室主任。他长期从事地理学科的教学和出版工作，先后参加过《辞海》修订和其他专科词典的审稿、定稿工作。2010年去世。